# Sadowoje (Adygeja)
Sadowoje (russisch Садовое) ist ein Dorf (selo) in Südrussland. Es gehört zur Republik Adygeja und hat 1407 Einwohner (Stand 2019). Im Ort gibt es 15 Straßen. Das Dorf wurde 1963 gegründet. Sadowoje liegt 20 km südöstlich von Krasnogwardeiskoje (dem Verwaltungszentrum des Bezirks) auf der Straße. Bscheguchabl ist der nächstgelegene ländliche Ort.